# Булози (Пале-Прача)
Булози су насељено мјесто у општини Пале, Федерација Босне и Херцеговине, Босна и Херцеговина.

## Становништво
|         | 2013.      | 1991.       |
| Укупно  | 6 (100,0%) | 22 (100,0%) |
| Бошњаци | 6 (100,0%) | –           |
| Срби    | –          | 22 (100,0%) |